# العوجاء (حجة)
العوجاء هي إحدى قرى الجمهورية اليمنية. وهي تتبع جغرافيًا لمحافظة حجة. وإداريًا لمديرية حيران. يبلغ تعداد سكانها 3022 نسمة حسب الإحصاء الذي جرى عام 2004.